# Metropolitana di Città del Messico

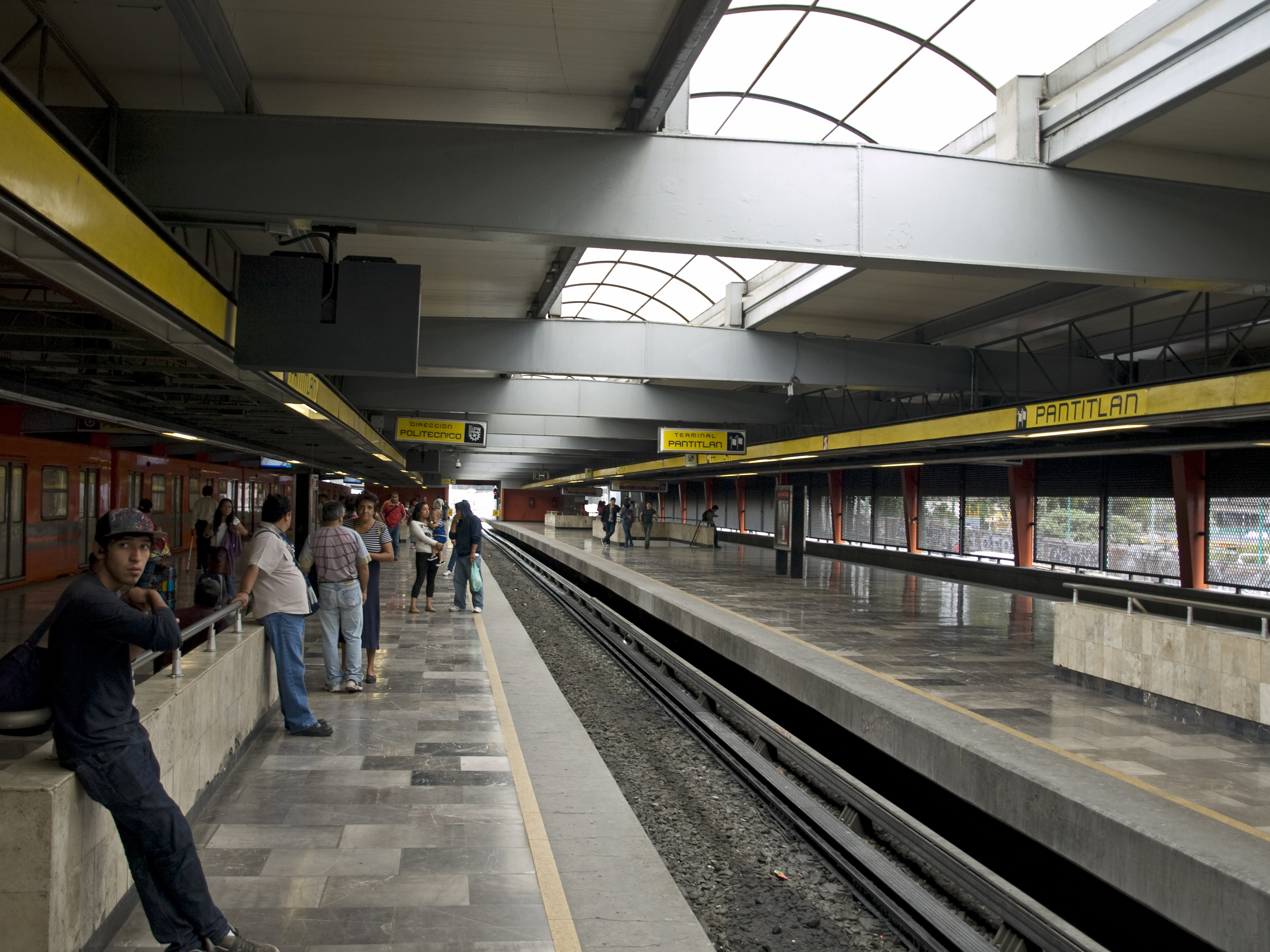
Stazione Pantitlán unica del sistema a servire 4 linee: 1,5,9 e A

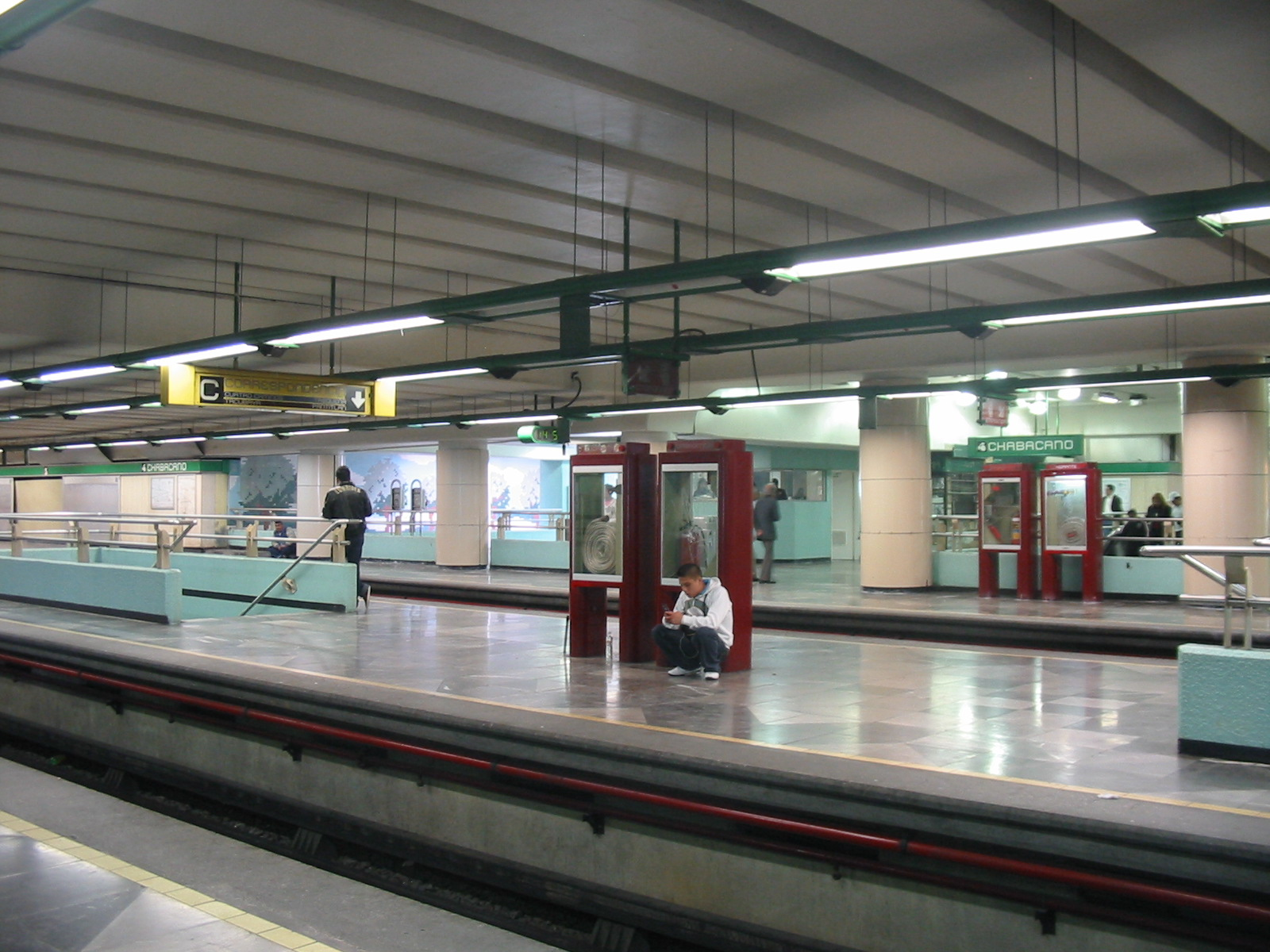
Stazione Chabacano è l'unica a servire tre linee: 2,8 e 9

La metropolitana di Città del Messico (in spagnolo Sistema de Transporte Colectivo, in nahuatl Āltepētl Mēxihco Metro) è la metropolitana più importante del Messico, che ne serve la capitale e il suo Stato. Il traffico passeggeri, che nel 2004 raggiungeva quota 3,9 milioni, la rende la quinta metropolitana più trafficata al mondo. Nata nel 1969, oggi si sviluppa per 200,8 km di estensione della rete, articolata in 12 linee servite da 185 stazioni, 21 delle quali servono due linee, 2 servono tre linee e una serve 4 linee.

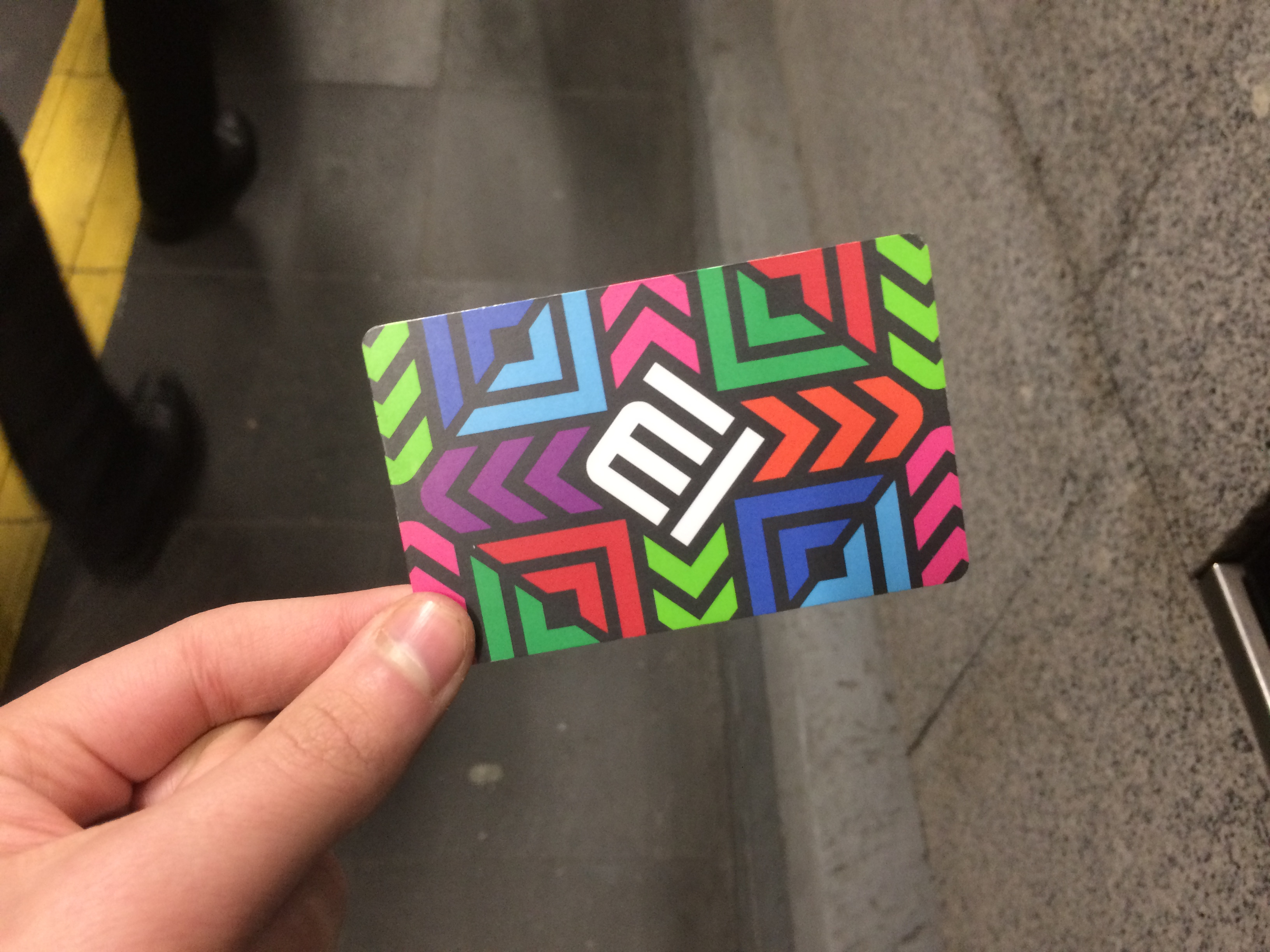
Tarjeta de Movilidad Integrada

Il prezzo è di 5 pesos per un viaggio, (€ 0.25 circa), il sistema si paga solo con la tessera ricaricabile denominata Tarjeta de Movilidad Integrada, che dal 2020 ha sostituito i biglietti cartacei di corsa singola. Non esiste nessuna forma di abbonamento.
| ELENCO DELLE LINEE \| Linea n° \| Percorso \| Lunghezza \| Stazioni \| Anno di costruzione \| Passeggeri* \| \| -------------------------------------------- \| -------------------------------- \| --------- \| -------- \| ------------------- \| ----------- \| \| \| Observatorio ↔ Pantitlán \| 18,828 km \| 20 \| 1969-1984 \| 16.65 \| \| \| Cuatro Caminos ↔ Tasqueña \| 23,431 km \| 24 \| 1970-1984 \| 20.71 \| \| \| Indios Verdes ↔ Universidad \| 23,609 km \| 21 \| 1970-1983 \| 21.29 \| \| \| Santa Anita ↔ Martín Carrera \| 10,747 km \| 10 \| 1981-1982 \| 9.36 \| \| \| Politécnico ↔ Pantitlán \| 15,675 km \| 13 \| 1981-1982 \| 14.43 \| \| \| El Rosario ↔ Martín Carrera \| 13,947 km \| 11 \| 1983-1986 \| 11.43 \| \| \| El Rosario ↔ Barranca del Muerto \| 18,784 km \| 14 \| 1984-1988 \| 17.01 \| \| \| Garibaldi ↔ Constitución de 1917 \| 20,078 km \| 19 \| 1994 \| 17.68 \| \| \| Tacubaya ↔ Pantitlán \| 15,375 km \| 12 \| 1987-1988 \| 11.03 \| \| \| Pantitlán ↔ La Paz \| 14,893 km \| 10 \| 1991 \| 14.89 \| \| \| Buenavista ↔ Ciudad Azteca \| 23,722 km \| 21 \| 1999-2000 \| 20.28 \| \| \| Tláhuac ↔ Mixcoac \| 20,278 km \| 23 \| 2007-2011 \| 20.28 \| \| *Passeggeri trasportati in milioni anno 2022 \| \| \| \| \| \| |                                  |           |          |                     |             |
| Linea n° | Percorso                         | Lunghezza | Stazioni | Anno di costruzione | Passeggeri* |
| --- | -------------------------------- | --------- | -------- | ------------------- | ----------- |
| | Observatorio ↔ Pantitlán         | 18,828 km | 20       | 1969-1984           | 16.65       |
| | Cuatro Caminos ↔ Tasqueña        | 23,431 km | 24       | 1970-1984           | 20.71       |
| | Indios Verdes ↔ Universidad      | 23,609 km | 21       | 1970-1983           | 21.29       |
| | Santa Anita ↔ Martín Carrera     | 10,747 km | 10       | 1981-1982           | 9.36        |
| | Politécnico ↔ Pantitlán          | 15,675 km | 13       | 1981-1982           | 14.43       |
| | El Rosario ↔ Martín Carrera      | 13,947 km | 11       | 1983-1986           | 11.43       |
| | El Rosario ↔ Barranca del Muerto | 18,784 km | 14       | 1984-1988           | 17.01       |
| | Garibaldi ↔ Constitución de 1917 | 20,078 km | 19       | 1994                | 17.68       |
| | Tacubaya ↔ Pantitlán             | 15,375 km | 12       | 1987-1988           | 11.03       |
| | Pantitlán ↔ La Paz               | 14,893 km | 10       | 1991                | 14.89       |
| | Buenavista ↔ Ciudad Azteca       | 23,722 km | 21       | 1999-2000           | 20.28       |
| | Tláhuac ↔ Mixcoac                | 20,278 km | 23       | 2007-2011           | 20.28       |
| *Passeggeri trasportati in milioni anno 2022 |                                  |           |          |                     |             |

### Linea 7

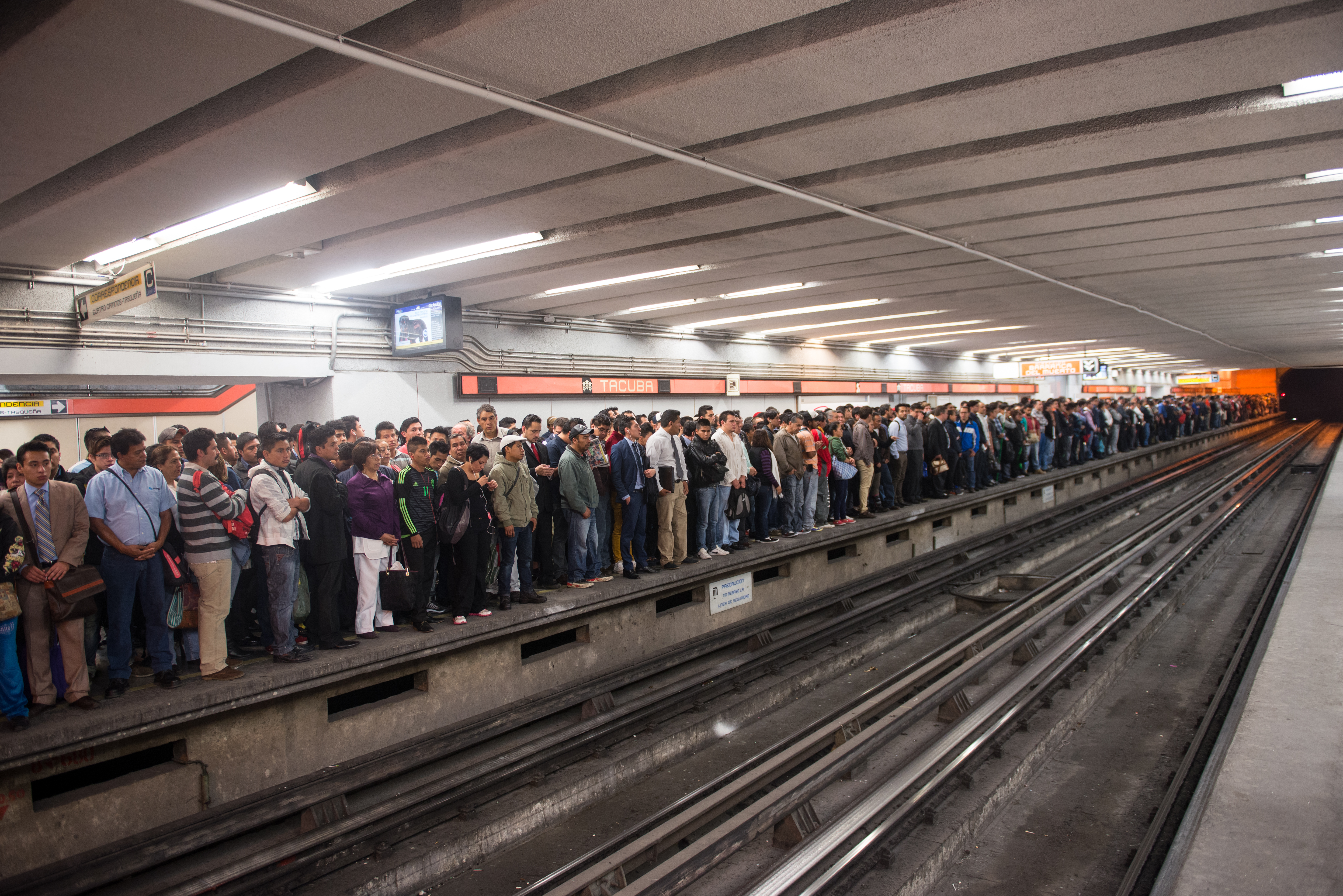
La fermata di Tacuba nel 2015.

## Spazi d'Arte e Museo nel Metro
Il 30 novembre 1988 fu inaugurato il Tunnel della Scienza alla stazione di La Raza, nel corridoio che porta i passeggeri dalla linea 3 alla linea 5. Il lungo trasferimento offre all'utente la visione di pannelli fotografici con un'impostazione di vari temi, e una rappresentazione della volta celeste nella parte centrale del tunnel. All'ingresso della linea 5 sono presenti sale olografiche, con un'illuminazione efficiente, consultazione e molteplici utilizzi, oltre a vetrine per mostre temporanee. Le arti visive hanno un posto privilegiato nelle strutture della metropolitana. I murales e le sculture che costituiscono il patrimonio culturale del Metro sono opera di una lunga lista di artisti. Nella stazione Mixcoac della linea 12 è stato ricavato un piccolo museo che con sette sale, tratta la storia della metropolitana dall'inaugurazione ai giorni nostri e ne spiega le tecniche di funzionamento e manutenzione.

## Incidenti
Nel corso della sua storia, la Metropolitana di Città del Messico, ha avuto un totale di 6 incidenti gravi nelle sue strutture, sono avvenuti altri incidenti di minore gravità, senza conseguenze per i passeggeri e il personale.
- Il primo di essi avvenne alle 09:40 di lunedì 20 ottobre 1975, quando il treno numero 8 speronò il treno numero 10 alla stazione di Viaducto sulla linea 2, vi furono di 31 morti e 70 feriti. Ad oggi è l'incidente più mortale nella sua storia.
- Il secondo incidente è avvenuto alle 18:07 di lunedì 4 maggio 2015, sulla linea 5. A causa delle condizioni meteorologiche di quel giorno, il treno 05 in fase di frenata ha avuto uno slittamento sul pendio tra le stazioni di Terminal Aérea e Oceanía, scontrandosi con il treno 04, in quel momento fermo. L'incidente ha causato un totale di 12 feriti e 1 morto.
- Il terzo incidente è avvenuto alle 23:37 circa di martedì 10 marzo 2020, alla stazione di Tacubaya sulla linea 1, con un totale stimato di 1 morto e 41 feriti.
- Il quarto incidente si è verificato alle 05:48 di sabato 9 gennaio 2021, presso il Centro di controllo della metropolitana, in Calle Delicias 67. Un cortocircuito ha causato un incendio nel sito. che ha provocato la morte di 1 persona e 31 feriti, nonché la sospensione del servizio sulle linee 1, 2, 3, 4, 5 e 6 della metropolitana, le linee 4, 5 e 6 sono state riattivate dopo dopo tre giorni, mentre le altre sono rimaste ferma per quasi un mese, un evento senza precedenti nella sua storia.[4]
- Il quinto incidente è avvenuto lunedì 3 maggio 2021 alle 22:22 nei pressi della stazione Olivos della linea 12, dove una parte della sezione sopraelevata della linea è crollata causando 25 morti e 79 feriti, diventando così il secondo incidente più mortale nella sua storia. La linea venne chiusa per le verifiche, il ripristino e rinforzo della sezione sopraelevata, venne riaperta nella sua totalità dopo oltre due anni di lavori.[5]
- Il sesto incidente è avvenuto il 7 gennaio 2023 alle 09:16, quando due treni si sono scontrati tra le stazioni di Potrero e La Raza sulla linea 3, provocando un morto e 57 feriti.